# Fabrizio Gatti
Pour les articles homonymes, voir Gatti.
Fabrizio Gatti, né à Lecce le 9 mars 1966, est un journaliste et écrivain italien.

## Biographie
Il obtient le prix Saint-Vincent du journalisme en  2004.

## Œuvres traduites en français
- Bilal. Sur la route des clandestins [« Bilal : il mio viaggio da infiltrato nel mercato dei nuovi schiavi »], trad. de Jean-Luc Defromont, Paris, Éditions Liana Levi, 2008, 477 p.  (ISBN 978-2-86746-479-9)[1]
- Au nom de la mafia [« Gli anni della pesta »], trad. de Jean-Luc Defromont, Paris, Éditions Liana Levi, 2014, 395 p.  (ISBN 978-2-86746-718-9)[2]